# Лижні перегони на зимових Олімпійських іграх 1980
Змагання з лижних перегонів на зимових Олімпійських іграх 1980 тривали з 14 до 23 лютого в лижно-біатлонному комплексі Лейк-Плесіда біля підніжжя гори Ван Говенберг (США).

## Чемпіони та призери

### Таблиця медалей
| Місце               | Країна               | Золото | Срібло | Бронза | Загалом |
| ------------------- | -------------------- | ------ | ------ | ------ | ------- |
| 1                   | СРСР (URS)           | 4      | 2      | 1      | 7       |
| 2                   | НДР (GDR)            | 2      | 0      | 0      | 2       |
| 3                   | Швеція (SWE)         | 1      | 0      | 0      | 1       |
| 4                   | Фінляндія (FIN)      | 0      | 4      | 2      | 6       |
| 5                   | Норвегія (NOR)       | 0      | 1      | 2      | 3       |
| 6                   | Болгарія (BUL)       | 0      | 0      | 1      | 1       |
| 6                   | Чехословаччина (TCH) | 0      | 0      | 1      | 1       |
| Загалом (7 збірних) | Загалом (7 збірних)  | 7      | 7      | 7      | 21      |

### Чоловіки
| Дисципліна       | Золото                                                             | Золото     | Срібло                                                               | Срібло     | Бронза                                                                      | Бронза     |
| ---------------- | ------------------------------------------------------------------ | ---------- | -------------------------------------------------------------------- | ---------- | --------------------------------------------------------------------------- | ---------- |
| 15 км            | Томас Вассберг · Швеція                                            | 41:57.63   | Юха Міето · Фінляндія                                                | 41:57.64   | Уве Еунлі · Норвегія                                                        | 42:28.62   |
| 30 км            | Микола Зімятов · СРСР                                              | 1:27:02.80 | Василь Рочев · СРСР                                                  | 1:27:34.22 | Іван Лебанов · Болгарія                                                     | 1:28:03.87 |
| 50 км            | Микола Зімятов · СРСР                                              | 2:27:24.60 | Юха Міето · Фінляндія                                                | 2:30:20.52 | Олександр Зав'ялов · СРСР                                                   | 2:30:51.52 |
| естафета 4×10 км | СРСР (URS) Василь Рочев Микола Бажуков Євген Бєляєв Микола Зімятов | 1:57:03.46 | Норвегія (NOR) Ларс Ерік Еріксен Пер Кнут Оланн Уве Еунлі Оддвар Бро | 1:58:45.77 | Фінляндія (FIN) Харрі Кірвесньємі Пертті Теураярві Матті Піткянен Юха Міето | 2:00:00.18 |

### Жінки
| Дисципліна      | Золото                                                               | Золото     | Срібло                                                                  | Срібло     | Бронза                                                             | Бронза     |
| --------------- | -------------------------------------------------------------------- | ---------- | ----------------------------------------------------------------------- | ---------- | ------------------------------------------------------------------ | ---------- |
| 5 км            | Раїса Сметаніна · СРСР                                               | 15:06.92   | Хількка Рійхівуорі · Фінляндія                                          | 15:11.96   | Квета Єріова · Чехословаччина                                      | 15:23.44   |
| 10 км           | Барбара Пецольд · НДР                                                | 30:31.54   | Хількка Рійхівуорі · Фінляндія                                          | 30:35.05   | Хелена Такало · Фінляндія                                          | 30:45.25   |
| Естафета 4×5 км | НДР (GDR) Марліс Росток Карола Андінґ Вероніка Гессе Барбара Пецольд | 1:02:11.10 | СРСР (URS) Ніна Балдичева Ніна Селюніна Галина Кулакова Раїса Сметаніна | 1:03:18.30 | Норвегія (NOR) Бріт Петтерсен Анетте Бое Маріт Мюрмель Беріт Еунлі | 1:04:13.50 |

### Країни-учасниці
У змаганнях з лижних перегонів на Олімпійських іграх у Лейк-Плесіді взяли участь спортсмени 24-х країн.
- Аргентина
- Австралія
- Болгарія
- Канада
- Китай
- Чехословаччина
- НДР
- Фінляндія
- Франція
- Велика Британія
- Ісландія
- Італія
- Японія
- Монголія
- Норвегія
- Польща
- Південна Корея
- СРСР
- Іспанія
- Швеція
- Швейцарія
- США
- Західна Німеччина
- Югославія